# 纤花千里光
纤花千里光（学名：Senecio graciliflorus）为菊科千里光属的植物。分布在锡金、克什米尔以及中国大陆的贵州、云南、四川、西藏等地，生长于海拔2,000米至4,100米的地区，一般生于林中开旷处、林缘、草坡以及溪边，目前尚未由人工引种栽培。